# 上組町 (八戸市)
上組町（かみくみちょう）は、青森県八戸市の地名。

## 地理
八戸市の中央部に位置し、北に新荒町、上徒士町、東に常番町、南に大字糠塚字平中・大字糠塚字桝形、西に根城一丁目が面している。地区の面積は24624平方メートル。八戸市中心市街地の区域、長者地域に属する。

## 地名の由来
南部八戸の城下町によると「城下の西南端を防衛する足軽町で、町名は城下の上手に形成された足軽組の町に由来する」と記されている。

## 歴史

### 沿革
- 1872年（明治5年）町村役人廃止により大区小区制による地方行政制度に改められる[8]。八戸城下は九大区二小区の42村に改められたが上組町の名はない[9]。
- 1889年（明治22年）4月1日 - 町村制施行。上組町は三戸郡八戸町に属する[10]。
- 1929年（昭和4年）5月1日 - 市制施行に伴い、上組町は八戸市に属する[11][12]。
- 1975年（昭和50年）2月1日 - 根城地区の住居表示が実施され、一部が根城一丁目に変更される[13][14]。

### 字・町名の変遷
| 実施後     | 実施年月日   | 実施前（各字ともその一部）                                                                       |
| ---------- | ------------ | ------------------------------------------------------------------------------------------------ |
| 根城一丁目 | 1975年2月1日 | 大字上組町、大字糠塚字桝形、大字沢里字沢里下、字梨子木沢、                                       |
| 根城二丁目 | 1975年2月1日 | 大字糠塚字桝形、大字沢里字藤子、字梨子木沢、字沢里下、字一盃森、字鹿島沢                         |
| 根城三丁目 | 1975年2月1日 | 大字沢里字沢里、字沢里下、字梨子木沢、字鹿島沢、字一盃森、字上久保、大字根城字下番屋平、字鹿島下 |
| 根城四丁目 | 1975年2月1日 | 大字沢里字沢里、字沢里下、字上久保、大字根城字無縁塚、字下番屋平                                 |
| 根城五丁目 | 1975年2月1日 | 大字根城字番屋平、字無縁塚、字下番屋平                                                           |
| 根城六丁目 | 1975年2月1日 | 大字沢里字沢里、鹿島沢、大字根城字番屋平、下番屋平、鹿島下                                       |
| 根城七丁目 | 1975年2月1日 | 大字根城字大久保、字中崎、字長坂、字鹿島下、大字沢里字鹿島沢、字一盃森                           |
| 根城八丁目 | 1975年2月1日 | 大字根城字長坂、字根城、字中崎、字鹿島下、字番屋平、字大久保、字馬場頭                           |

## 世帯数と人口
| 字         | 世帯数 | 人口  |
| 大字上組町 | 84世帯 | 138人 |
| 合計       | 84世帯 | 138人 |